# Crambopsis
Crambopsis é um gênero de traça pertencente à família Arctiidae.